# NGC 3135
NGC 3135 је спирална галаксија у сазвежђу Велики медвед која се налази на NGC листи објеката дубоког неба.
Деклинација објекта је + 45° 57' 2" а ректасцензија 10h 10m 54,4s. Привидна величина (магнитуда) објекта NGC 3135 износи 13,6 а фотографска магнитуда 14,4. NGC 3135 је још познат и под ознакама UGC 5486, MCG 8-19-7, CGCG 240-15, KUG 1007+461, PGC 29646.